# Kenwa Mabuni
Kenwa Mabuni (摩文仁 賢和 Mabuni Kenwa?, 14 de noviembre de 1889 - 23 de mayo de 1952) fue un maestro de artes marciales nacido en Okinawa, fundador del estilo de karate conocido como Shito-Ryu, cuya filosofía se resume a "Corazón inamovible, mente inamovible" (糸東流).

## Biografía
Kenwa Mabuni (ken-sabio ,wa-paz) nació en Shuri, Okinawa, en 1889. Fue un descendiente de la célebre familia guerrera denominada "Onigusuki" y 17.ª generación del famoso guerrero Uni-Ufugusuku. Comenzó la práctica del Shuri-Te (antigua forma del karate de la ciudad de Shuri) a la edad de trece años con el maestro Yasutsune Itosu, con la intención de fortalecer su cuerpo y su carácter, pero al mismo tiempo desear emular las hazañas de sus antepasados e incorporó muchas katas de su maestro.
Durante su entrenamiento trabó amistad con Chojun Miyagi (posterior fundador del estilo Goju Ryu), quien le presentó a su maestro, Kanryo Higaonna, con quien Mabuni se instruyó en su estilo de combate naha-Te (mano de la ciudad de Naha). Paralelamente perfeccionó sus conocimientos de kobudo (manejo de armas tradicionales de Okinawa), y entrenó bajo el mando del Maestro Sakumoto, máximo exponente de las islas, perfeccionó más tarde sus conocimientos con el Maestro Aragaki.[cita requerida]
Kanryo Higaonna le enseñó un estilo "duro" de Te, sus métodos: avances cortos, énfasis en movimientos circulares y agarres; como se ve en las formas populares de Seipai y Kururunfa. En cambio el programa de estudios de Itosu incluía técnicas rectas, amplias y poderosas, como se ejemplifica en los katas Naifanchi y Bassai.
Shitō-ryū se enfoca en técnicas duras y suaves hasta el día de hoy.[cita requerida]
En Okinawa Mabuni ejerció como policía, lo que le permitió aplicar sus conocimientos en su trabajo a su vez de enseñar las técnicas a las fuerzas. También hizo demostraciones públicas en pequeñas competiciones que se realizaban en la calle. 
En un esfuerzo por popularizar el karate en el interior de Japón, hizo varios viajes a Tokio entre 1917 y 1928. Aunque mucho del To de (Puño chino) o Karate se había transmitido a través de muchas generaciones como un "secreto celoso", según el punto de vista de Mabuni este debería aprenderlo cualquier individuo que buscara el conocimiento del Te con honestidad e integridad. Otros maestros de su generación tenían puntos de vista similares sobre el futuro del Karate: Gichin Funakoshi (船 越 義 珍) (fundador de Shotokan (松濤 館), otro contemporáneo, se mudó a Tokio en la década de 1920 con el fin de promover el karate. Durante este período Mabuni también enseñó a muchos otros artistas marciales como Otsuka Hironori (fundador de Wadō-ryū) y Yasuhiro Konishi (fundador de Shindō jinen-ryū ). Ambos hombres eran estudiantes de Funakoshi.
En 1929 se instaló definitivamente en Osaka para convertirse en un instructor de karate de tiempo completo, e impartió sus enseñanzas en la Universidad y en los departamentos de policía locales. Allí abrió su primera escuela en 1934 de un estilo que originalmente llamó Hanko-ryū, o "estilo medio duro". En un esfuerzo por ganar aceptación en el Butokukai japonés (el órgano rector de todas las artes marciales oficialmente reconocidas en ese país), él y sus contemporáneos decidieron llamar a su arte "Karate" o "Mano vacía", en lugar de "Mano China". Cuando se presenta por primera vez su estilo al Butokukai, es cuando se cree que el nombre del estilo cambió a Shitō-ryū, en honor a sus dos Maestros Principales, coloca las iniciales de sus nombres, donde el kanji "Shi"(糸) es la inicial del nombre de su Sensei "Itosu", y el Kanji de "To"(東) en honor a su Sensei "Higaonna" sus principales Raices. 
Se convirtió en uno de los mayores difusores e investigadores del karate de su época a la par de maestros como Chojun Miyagi o Gichin Funakoshi.Falleció en mayo de 1952 a los 63 años de edad, habiendo fundado una de las escuelas (o estilos) más difundidas de Karate-Do en el mundo.[cita requerida]

## El estilo Shito-Ryu
El estilo de Karate desarrollado por Mabuni destaca por unir principalmente tres tradiciones marciales de la isla de Okinawa: el estilo Shuri Te y el Naha Te, junto con el kobudo bajo un solo programa, añadiendo siempre que lo consideraba útil técnicas y conceptos de otras artes marciales como el judo, jujutsu, aikido, etc. Llamó a su estilo Shito Ryu en honor a sus primeros maestros Itosu y Higaonna, cambiando la pronunciación de los primeros caracteres de sus nombres. La escuela Shito Ryu también se caracteriza por el abultado número de kata que incluye en el programa de enseñanza.
Entre sus más destacados alumnos en el período de Okinawa se encuentran su hijo Kenzo Mabuni,  Kensei Kaneshiro y Teruo Hayashi; durante su estancia en el interior de Japón cabe mencionar su otro hijo Kenei Mabuni, M. Tsujikawa, Tomoyori Watanabe, Ryushu Sakagami, Manzo Iwata,Takashi Ota Numata y Chojiru Tani.
Publicó numerosos artículos en revistas especializadas, así como una serie de libros técnicos. 

## Logros
1. Funakoshi Gichin aprendió  kata de Kenwa Mabuni: Para ampliar su conocimiento, envió a su hijo  Gigō a estudiar kata en el dōjō de Mabuni en Osaka.[2]
2. Kenwa Mabuni, Motobu Chōki y otros okinawenses estaban enseñando activamente karate en Japón antes de este punto cuando Gichin Funakoshi "oficialmente" trajo el karate de Okinawa a la parte continental de Japón.
3. Shitō-ryū (糸 東流) es una escuela de karate que fue fundada por Kenwa Mabuni en 1931.[3] En 1939 el estilo fue oficialmente registrado en el Dai Nihon Butokukai.[4]
4. El desarrollo de los katas Aoyagi / Seiryuu y Meijou / Myoujo, específicamente para mujeres, a petición del gobierno japonés en ese momento.